# Jüdischer Friedhof (Brück)
Der Jüdische Friedhof in Brück, einem Stadtteil von Nideggen im Kreis Düren (Nordrhein-Westfalen), befand sich wahrscheinlich in der Verlängerung des heutigen Höhlenweges, kurz vor der Landesstraße 246 Richtung Schmidt.
Der Friedhof wurde vermutlich vom 19. bis ins frühe 20. Jahrhundert belegt und ist während der NS-Zeit untergegangen. 1989 versuchte ein Geschichtsverein die Lage herauszufinden, was jedoch nicht mehr möglich war. Es sind keine Überreste mehr vorhanden.